# 廣岡義隆
廣岡 義隆（ひろおか よしたか、1947年1月18日 - ）は、日本の国文学者。三重大学名誉教授。『万葉集』など上代文学が専門。

## 来歴
福井県大飯郡大飯町（現・おおい町）生まれ。1965年滋賀県立彦根東高等学校卒業、1969年三重大学教育学部中学校教員養成課程卒業、1973年大阪大学大学院文学研究科修士課程修了、追手門学院高等学校教諭。1975年園田学園女子大学講師、1977年4月三重大学教育学部助手、10月講師、1978年助教授、1983年同人文学部助教授、1989年教授、2010年定年退任、名誉教授。
2004年「上代の言語に関する動態論的考察」で大阪大学より博士（文学）の学位を取得。

## 著書
- 『万葉の歌 人と風土』8:滋賀 保育社 1986
- 『上代言語動態論』塙書房 2005
- 『萬葉のこみち』塙書房 はなわ新書 美夫君志リブレ 2005
- 『萬葉の散歩みち』上巻・下巻 新典社新書 2008
- 『行幸宴歌論』和泉書院 2010
- 『続・萬葉の散歩みち』新典社新書 2013
- 『佛足石記佛足跡歌碑歌研究』和泉書院 2015
- 『蓬左文庫本出雲國風土記 影印・翻刻』塙書房 2018
- 『萬葉形成通論』和泉書院 2020
- 『萬葉のえにし』塙書房 はなわ新書 2020
- 『萬葉風土歌枕考説』和泉書院 2021

## 論文
- Cinii